# Jenny Colon
Pour les articles homonymes, voir Colon.
Jenny Colon, née Marguerite Colon le 5 novembre 1808 à Boulogne-sur-Mer et morte le 5 juin 1842 à Paris, est une actrice et chanteuse lyrique (soprano), surtout connue pour avoir été la grande inspiratrice du poète Gérard de Nerval.

## Biographie
Les parents de Jenny Colon, Jean Colon et Marie-Anne Dejean-Leroy, sont comédiens. Elle-même débute au théâtre en 1822, dans la pièce Les Deux Savoyards à l'Opéra-Comique, où joue aussi sa sœur aînée. Elle joue par la suite au Vaudeville, au Gymnase dramatique et aux Variétés.
De janvier à avril 1829, Jenny Colon joue au Théâtre de l'Opéra anglais à Londres. Lors de ce séjour en Angleterre, elle se marie avec l'acteur Pierre-Chéri Lafont, dont elle se sépare une fois revenue en France,. Ce denier reconnaît l'enfant né de cette brève union, Rodolphe Lafont.
Elle fréquente le salon de Madame Boscary de Villeplaine, où elle fait la connaissance du financier William Hope, qui est sans doute le père d'un de ses enfants non reconnus.
Elle est dotée d'une belle voix. En 1836, elle est de retour à l'Opéra-Comique , où elle jouera entre autres Piquillo, composé par Hippolyte Monpou sur un livret d'Alexandre Dumas et Gérard de Nerval.

C'est à cette occasion que Nerval, amoureux d'elle en secret depuis cinq années, fait enfin sa connaissance. 
« La première fois que Gérard me vit, ce fut le 25 avril 1833, au Théâtre des Variétés, lors de la représentation de Madame d’Egmont ou Sont-elles deux ? C’était un vaudeville de François Ancelot et d’Alexis Decomberousse. J’y jouais un double rôle épuisant, celui d’une grande comtesse et d’une modeste servante, dont on découvrait à la fin qu’il s’agissait d’une seule et même personne. » Le Point de vue de Jenny, Catherine Choupin, 2022, page 34.
Une brève idylle se noue, subitement brisée par le mariage de Jenny avec un flûtiste, Louis-Marie-Gabriel Leplus, le 11 avril 1838 à Paris.
En 1840, elle est actrice au Théâtre de la Monnaie à Bruxelles. Elle y rencontre une dernière fois Nerval après avoir de nouveau joué Piquillo en décembre 1840.
Elle est malade de la tuberculose depuis 1831. Elle en meurt le 3 juin 1842, à l'âge de trente-trois ans. L'annonce de cette mort provoque de grands troubles chez Nerval, désormais obsédé par l’âme de Jenny. Elle lui inspire son dernier ouvrage, Aurélia ou le Rêve et la Vie, que l’on trouvera sur lui après son suicide du 26 janvier 1855, mais aussi une bonne partie des Filles du feu, en particulier Sylvie, où elle apparaît sous les traits de l’actrice Aurélie.
Jenny Colon et Louis-Marie-Gabriel Leplus sont inhumés au cimetière de Montmartre (22e division, en bas de l'escalier Samson, près de l'avenue du Tunnel), non loin de Pierre-Chéri Lafont et de Rodolphe Lafont.

## Comédienne
- Catherine dans Turiaf-le-Pendu de Dumanoir et Julien de Mallian, Théâtre des Variétés, le 4 juin 1834